# Fontainemore
Fontainemore  egy község Olaszországban, Valle d’Aosta régióban.

## Elhelyezkedése

Fontainemore község Valle d'Aosta térképén

Vele szomszédos települések: Andorno Micca (Biella megye), Biella (Biella megye), Issime, Lillianes, Pollone (Biella megye), Sagliano Micca (Biella megye).
A Valle del Lys völgyben található, a Monte Rosa hegy lábainál.